# Serie B 1958/1959
Soutěžní ročník Serie B 1958/1959 byl 27. ročník druhé nejvyšší italské fotbalové ligy. Konal se od 21. září 1958 do 6. června 1959. 
Nejlepším střelcem se stal argentinský hráč Santiago Vernazza (Palermo), který vstřelil 19 branek.

## Události
Po šesti letech s 18 týmy se díky reorganizaci nižších lig vrátilo zpět na 20 týmů. Nováčci ze Serie C byla Reggiana a Vigevano. Ze Serie A sestoupila Atalanta a Verona.
Sezonu zvládla nejlépe Atalanta, které se od 28 kola dostalo do vedení a postoupilo po roce do Serie A. Na 2. místě skončilo se ztrátou dvou bodů Palermo a také slavilo postup. Sestup do Serie C se týkal pro nováčka Vigevano a také pro Prato.

## Účastníci
| Klub              | Město                    | Stadion                      | Trenér                                                                                           | Minulá sezona                |
| ----------------- | ------------------------ | ---------------------------- | ------------------------------------------------------------------------------------------------ | ---------------------------- |
| Benátky           | Benátky                  | Stadio Pierluigi Penzo       | Carlo Alberto Quario                                                                             | 3. místo v Serii B           |
| Atalanta          | Bergamo                  | Stadio Comunale              | Karl Adamek                                                                                      | 17. místo v Serii A (sestup) |
| Brescia           | Brescia                  | Stadium di viale Piave       | Osvaldo Fattori (1.–21. kolo) Aldo Olivieri                                                      | 8. místo v Serii B           |
| Cagliari          | Cagliari                 | Stadio Amsicora              | Stefano Perati                                                                                   | 17. místo v Serii B          |
| Catania           | Catania                  | Stadio Cibali                | Blagoje Marjanović (1.–13. kolo) Carmelo Di Bella (14.–17. kolo) Carmelo Di Bella + Felice Borel | 11. místo v Serii B          |
| Como              | Como                     | Stadio Giuseppe Sinigaglia   | Hugo Lamanna                                                                                     | 8. místo v Serii B           |
| Lecco             | Lecco                    | Stadio Rigamonti             | Camillo Achilli                                                                                  | 14. místo v Serii B          |
| Marzotto Valdagno | Valdagno                 | Stadio dei Fiori             | Imre Senkey (1.–17. kolo) Aldo Simoncello                                                        | 4. místo v Serii B           |
| Messina           | Messina                  | Stadio Giovanni Celeste      | Bruno Arcari                                                                                     | 16. místo v Serii B          |
| Modena            | Modena                   | Stadio Alberto Braglia       | Aldo Campatelli (1.–9. kolo) Gyula Lelovics                                                      | 7. místo v Serii B           |
| Novara            | Novara                   | Stadio Comunale              | Ferenc Fehér                                                                                     | 11. místo v Serii B          |
| Palermo           | Palermo                  | Stadio La Favorita           | Čestmír Vycpálek                                                                                 | 6. místo v Serii B           |
| Parma             | Parma                    | Stadio Ennio Tardini         | Guido Mazzetti                                                                                   | 18. místo v Serii B          |
| Prato             | Prato                    | Stadio Comunale              | Ferruccio Valcareggi                                                                             | 10. místo v Serii B          |
| Reggiana          | Reggio Emilia            | Stadio Comunale Mirabello    | Luigi Del Grosso                                                                                 | 1. místo v Serii C (postup)  |
| Sambenedettese    | San Benedetto del Tronto | Stadio Fratelli Ballarin     | Alberto Eliani                                                                                   | 15. místo v Serii B          |
| Simmenthal-Monza  | Monza                    | Stadio "Città di Monza"      | Pietro Rava (1. –32. kolo) Manlio Cipolla                                                        | 4. místo v Serii B           |
| Taranto           | Taranto                  | Stadio Valentino Mazzola     | Renzo Magli                                                                                      | 11. místo v Serii B          |
| Verona            | Verona                   | Stadio Marcantonio Bentegodi | Vinicio Viani (1.–17. kolo) Guido Tavellin                                                       | 3. místo v Serii A (sestup)  |
| Vigevano          | Vigevano                 | Stadio Valentino Mazzola     | Bruno Biagini (1.–17. kolo) Marini (18. kolo) Piero Colli (19.–24. kolo) Vittore Martini         | 2. místo v Serii C (postup)  |

## Tabulka
| Poř. | Tým               | Z  | V  | R  | P  | VG | OG | B  |
| ---- | ----------------- | -- | -- | -- | -- | -- | -- | -- |
| 1.   | Atalanta          | 38 | 18 | 15 | 5  | 62 | 30 | 51 |
| 2.   | Palermo           | 38 | 18 | 13 | 7  | 52 | 28 | 49 |
| 3.   | Lecco             | 38 | 16 | 13 | 9  | 50 | 42 | 45 |
| 4.   | Reggiana          | 38 | 17 | 9  | 12 | 45 | 36 | 43 |
| 5.   | Cagliari          | 38 | 15 | 13 | 10 | 48 | 48 | 43 |
| 6.   | Verona            | 38 | 16 | 10 | 12 | 54 | 43 | 42 |
| 7.   | Simmenthal-Monza  | 38 | 14 | 12 | 12 | 42 | 33 | 40 |
| 8.   | Como              | 38 | 16 | 8  | 14 | 47 | 42 | 40 |
| 9.   | Benátky           | 38 | 14 | 11 | 13 | 45 | 41 | 39 |
| 10.  | Messina           | 38 | 12 | 14 | 12 | 49 | 42 | 38 |
| 11.  | Novara            | 38 | 14 | 10 | 14 | 45 | 48 | 38 |
| 12.  | Taranto           | 38 | 11 | 15 | 12 | 37 | 41 | 37 |
| 13.  | Brescia           | 38 | 10 | 16 | 12 | 47 | 46 | 36 |
| 14.  | Modena            | 38 | 10 | 14 | 14 | 34 | 45 | 34 |
| 15.  | Marzotto Valdagno | 38 | 12 | 10 | 16 | 26 | 36 | 34 |
| 16.  | Catania           | 38 | 9  | 15 | 14 | 37 | 42 | 33 |
| 17.  | Sambenedettese    | 38 | 6  | 21 | 11 | 32 | 44 | 33 |
| 18.  | Parma             | 38 | 10 | 12 | 16 | 41 | 64 | 32 |
| 19.  | Vigevano          | 38 | 9  | 10 | 19 | 30 | 49 | 28 |
| 20.  | Prato             | 38 | 8  | 9  | 21 | 31 | 54 | 25 |

Poznámky
- Z = Odehrané zápasy; V = Vítězství; R = Remízy; P = Prohry; VG = Vstřelené góly; OG = Obdržené góly; B = Body
- za výhru 2 body, za remízu 1 bod, za prohru 0 bodů.

|  | Postup do Serie A |
|  | Sestup do Serie C |

### Střelecká listina
| Pořadí | Jméno             | Klub     | Branky |
| ------ | ----------------- | -------- | ------ |
| 1.     | Santiago Vernazza | Palermo  | 19     |
| 2.     | Alberto Orlando   | Messina  | 17     |
| 2.     | Rodolfo Bonacchi  | Lecco    | 17     |
| 4.     | Carlo Regalia     | Cagliari | 16     |
| 5.     | Paolo Mentani     | Novara   | 15     |
| 5.     | Osvaldo Bagnoli   | Verona   | 15     |
| 7.     | Mario Pistacchi   | Reggiana | 14     |
| 8.     | Franco Marmiroli  | Parma    | 13     |
| 8.     | Giovanni Zavaglio | Atalanta | 13     |
| 10.    | Enrico Nova       | Brescia  | 12     |